# NGC 1166
NGC 1166 је спирална галаксија у сазвежђу Ован која се налази на NGC листи објеката дубоког неба.
Деклинација објекта је + 11° 50' 34" а ректасцензија 3h 0m 34,9s. Привидна величина (магнитуда) објекта NGC 1166 износи 14,2 а фотографска магнитуда 15,0. NGC 1166 је још познат и под ознакама UGC 2471, MCG 2-8-46, CGCG 440-41, KCPG 85A, IRAS 02579+1138, PGC 11372.